# 1048년
1048년은 금요일로 시작하는 윤년이다.

## 연호
- 북송(北宋) 경력(慶曆) 8년
- 요(遼) 중희(重熙) 17년
- 일본(日本) 에이쇼(永承) 3년
- 서하(西夏) 천수예법연조(天授禮法延祚) 11년
- 리 왕조(李朝) 티엔깜타인부(天感聖武) 5년

## 기년
- 고려(高麗) 문종(文宗) 2년
- 북송(北宋) 인종(仁宗) 26년
- 요(遼) 흥종(興宗) 18년
- 서하(西夏) 경종(景宗) 17년
- 리 왕조(李朝) 태종(太宗) 21년

## 사건

### 장소별

#### 동로마 제국
- 9월 18일 - 카페트론 전투: 동로마 제국의 아로니우스 장군과 카타칼론 케카우메노스 장군의 지휘 아래 (그리고 조지아의 공작 리파리트 4세의 지원을 받아) 동로마-조지아 연합군이 카페트론에서 (현대의 파신러 인근) 이브라힘 이날 (술탄 투그릴의 이복형제) 휘하의 셀주크 투르크 군대와 전투를 벌였다. 동로마군은 양익에서 승리를 거두었지만 이브라히 이날이 중앙에서 리파리트 4세를 포획해 안전하게 동로마 제국의 영토에서 전리품과 포로들과 함께 이탈할 수 있었다.
- 겨울 - 콘스탄틴 9세는 투그릴에게 리파리트 4세의 석방을 협상하기 위해 사신단과 함께 선물과 배상금을 보낸다. 하지만 술탄은 리파리트 4세가 다시는 투르크군을 대상으로 전투를 하지 않겠다는 조건하에 석방한다.

#### 유럽
- 겨울 - 신성로마제극의 황제 하인리히 3세가 사촌인 툴의 주교 브루노를 웜스의 총회에서 교황 다마소 2세의 후계자로 지명하다.
- 노르웨이의 하랄드 3세가 오슬로를 건설하다

#### 영국
- 바이킹 시대의 종막: 바이킹들의 영국 침공이 실패하다. 남은 바이킹들은 플랑드르 지방으로 (현대의 벨기에) 도주했다.
- 에드워드 참회왕이 플랑드르에 전쟁을 선포하다. 켄트의 샌드위치를 모항으로 둔 함대로 영국 해협을 봉쇄했다.

### 주제별

#### 종교
- 7월 16일 - 하인리히 3세의 명령으로 보니파시오 3세 휘하의 독일군이 로마에 입성해 교황 베네딕토 9세를 추방했다.
- 7월 17일 - 교황 다마소 2세가 베네딕토 9세의 후인으로 로마 가톨릭교회의 151번째 교황이 되었다. 하지만 다마소 2세는 불과 즉위 23일  후에 사망한다.

## 탄생
- 1월 3일 - 고려 12대 국왕 순종
- 5월 18일 - 페르시아 수학자 오마르 하이얌 (~1131년)
- 5월 25일 - 북송 황제 신종 (~1085년)
- 동로마 제국 황제 알렉시오스 1세 (콤니노스) (~1118년)
- 노르웨이 국왕 망누스 2세 (하랄손)